# شجاعت بخاری
شجاعت بخاری (انگلیسی: Shujaat Bukhari; c. 1968 – ۱۴ ژوئن ۲۰۱۸) ویراستاری، روزنامه‌نگار اهل هند بود. بخاری سردبیر نشریه کشمیر در قیام بود که در کشمیر تحت کنترل هند فعالیت می‌کرد شجاعت بخاری در کشمیر شهرت زیادی داشت
بخاری به‌طور آزاد با وب‌سایت خبری بی‌بی‌سی همکاری می‌کرد پیشتر نیز خبرنگار یک روزنامه هندی به نام هندو بود. شجاعت بخاری در مقاله‌ای که سال ۲۰۱۶ برای بی‌بی‌سی نوشت تهدیدها علیه روزنامه‌نگاران کشمیری را شرح داد و گفت: خطر مرگ، حمله، دستگیری، سانسور و تحقیر بخشی از زندگی یک روزنامه‌نگار محلی در کشمیر است.
در خودروی شخصی‌اش در نزدیکی دفتر روزنامه‌اش به ضرب گلوله توسط عده‌ای ناشناس هدف قرار گرفت. او را به بیمارستان منتقل کردند اما براثر جراحات وارده جانش را از دست داد. او در اوایل پنجاهمین دهه زندگی خود بود پلیس به شبه‌نظامیان مظنون است. وزیر کشور هند او را روزنامه‌نگاری نترس و شجاع توصیف کرده‌است.
همسر، یک پسر، یک دختر و پدر و مادرش از او به جا مانده‌اند.